# Sabana Llana Norte
Sabana Llana Norte es un barrio ubicado en el municipio de San Juan en el estado libre asociado de Puerto Rico. En el Censo de 2010 tenía una población de 30.118 habitantes y una densidad poblacional de 4.321,3 personas por km².

## Geografía
Sabana Llana Norte se encuentra ubicado en las coordenadas 18°24′20″N 66°0′44″O / 18.40556, -66.01222. Según la Oficina del Censo de los Estados Unidos, Sabana Llana Norte tiene una superficie total de 6.97 km², de la cual 6.24 km² corresponden a tierra firme y (10.48%) 0.73 km² es agua.

## Demografía
Según el censo de 2010, había 30.118 personas residiendo en Sabana Llana Norte. La densidad de población era de 4.321,3 hab./km². De los 30.118 habitantes, Sabana Llana Norte estaba compuesto por el 63.04% blancos, el 23.74% eran afroamericanos, el 1.06% eran amerindios, el 0.25% eran asiáticos, el 0.01% eran isleños del Pacífico, el 8.62% eran de otras razas y el 3.29% pertenecían a dos o más razas. Del total de la población el 98.92% eran hispanos o latinos de cualquier raza.